# ویکتوریا تیموشنکو
ویکتوریا تیموشنکو (متولد ۴ نوامبر ۱۹۸۳) یک بازیکن هندبال اوکراینی است که برای باشگاه رومانیایی HCM روم و تیم ملی اوکراین بازی می‌کند.